# Чемпіонат УРСР з легкої атлетики в приміщенні 1991
Чемпіонат УРСР з легкої атлетики в приміщенні 1991 серед дорослих був проведений 27-28 лютого в легкоатлетичному манежі київської ШВСМ.
Чемпіонські звання у дисциплінах багатоборства були розіграні на окремому чемпіонаті в Луганську.

## Призери

### Чоловіки
| Дисципліни                | Золото                                    | Золото  | Срібло                                             | Срібло   | Бронза                                | Бронза   |
| ------------------------- | ----------------------------------------- | ------- | -------------------------------------------------- | -------- | ------------------------------------- | -------- |
| 60 метрів                 | Олег Крамаренко Запорізька обл.           | 6,61    | Костянтин Громадський Київ                         | 6,63 NJR | Олександр Лисенко Сумська обл.        | 6,75     |
| 200 метрів                | Ігор Стрельцов Запорізька обл.            | 21,79   | Олександр Лисенко Сумська обл.                     | 22,31    | Володимир Сидоренко Одеська обл.      | 22,31    |
| 400 метрів                | Анатолій Коломоєць Закарпатська обл.      | 49,04   | Андрій Крамінський Херсонська обл.                 | 49,28    | Юрій Потєєв Луганська обл.            | 49,29    |
| 800 метрів                | Михайло Цема Львівська обл.               | 1.51,22 | Андрій Крамінський Херсонська обл.                 | 1.51,57  | Володимир Рудюк Волинська обл.        | 1.51,81  |
| 1500 метрів               | Володимир Рудюк Волинська обл.            | 3.55,28 | Валерій В'язов Харківська обл.                     | 3.56,40  | Іван Бондарук Київ                    | 3.56,45  |
| 3000 метрів               | Валентин Мартинюк Житомирська обл.        | 8.17,47 | Олександр Домоцький Чернігівська обл.              | 8.18,72  | Костянтин Степанцов Донецька обл.     | 8.18,75і |
| 60 метрів з бар'єрами     | Сергій Красовський Київ                   | 7,84    | Антонін Несвистенко Київ                           | 7,85     | Віктор Болкун Луганська обл.          | 7,96     |
| 3000 метрів з перешкодами | Валерій Мільгевський Київська обл.        | 8.49,91 | Вадим Двораковський Івано-Франківська обл.         | 8.53,39  | Олександр Даниленко Чернігівська обл. | 8.56,31  |
| Стрибки у висоту          | Валентин Будовський Львівська обл.        | 2,15    | Казбек Гутієв КиївГеннадій Васкевич Львівська обл. | 2,10     | не вручалась                          |          |
| Стрибки з жердиною        | Олександр Черняєв Київ                    | 5,50    | Микола Коломійцев Донецька обл.                    | 5,40     | Олексій Старущенко Донецька обл.      | 5,30     |
| Стрибки у довжину         | Володимир Кравченко Дніпропетровська обл. | 7,65    | Віталій Кириленко Харківська обл.                  | 7,62     | Вадим Кобилянський Харківська обл.    | 7,56     |
| Потрійний стрибок         | Юрій Горбаченко Київ                      | 16,64   | Сергій Биков Дніпропетровська обл.                 | 16,63    | Ілля Ящук Київ                        | 16,14    |
| Штовхання ядра            | Роман Вірастюк Івано-Франківська обл.     | 19,60   | Андрій Немчанінов Київ                             | 18,67    | Валерій Крижанівський Вінницька обл.  | 18,27    |

### Жінки
| Дисципліни                | Золото                                   | Золото      | Срібло                                 | Срібло  | Бронза                               | Бронза  |
| ------------------------- | ---------------------------------------- | ----------- | -------------------------------------- | ------- | ------------------------------------ | ------- |
| 60 метрів                 | Жанна Тарнопольська Київ                 | 7,18        | Ірина Слюсар Дніпропетровська обл.     | 7,23    | Анжеліка Головченко Донецька обл.    | 7,29    |
| 200 метрів                | Ірина Слюсар Дніпропетровська обл.       | 24,04       | Світлана Біктіна Одеська обл.          | 25,15   | Людмила Христосенко Луганська обл.   | 25,47   |
| 400 метрів                | Олена Завадська Донецька обл.            | 56,58       | Тетяна Мадибадзе Дніпропетровська обл. | 56,60   | Інна Цуд Житомирська обл.            | 1.00,08 |
| 800 метрів                | Інна Євсєєва Житомирська обл.            | 2.06,49     | Світлана Романовська Запорізька обл.   | 2.07,95 | Олена Сторчова Київ                  | 2.09,19 |
| 1500 метрів               | Наталія Воробйова Кримська АРСР          | 4.22,27     | Зоя Казновська Запорізька обл.         | 4.22,64 | Тетяна Позднякова Вінницька обл.     | 4.23,03 |
| 3000 метрів               | Тетяна Позднякова Вінницька обл.         | 9.29,11     | Надія Корнєва Харківська обл.          | 9.29,43 | Зоя Казновська Запорізька обл.       | 9.29,74 |
| 60 метрів з бар'єрами     | Надія Бодрова Харківська обл.            | 8,11        | Людмила Христосенко Луганська обл.     | 8,32    | Алла Логвинчук Житомирська обл.      | 8,40    |
| 2000 метрів з перешкодами | Світлана Курбакова Київ                  | 6.27,03 NIB | Анжеліка Аверкова Кримська АРСР        | 6.28,54 | Віра Романюк Запорізька обл.         | 6.35,54 |
| Стрибки у висоту          | Ірина Присяжнюк Закарпатська обл.        | 1,83        | Тетяна Женжарова Донецька обл.         | 1,80    | Тетяна Грицачук Київ                 | 1,75    |
| Стрибки у довжину         | Олена Семираз Тернопільська обл.         | 6,55        | Алла Нечипорець Рівненська обл.        | 6,34    | Тетяна Котова Дніпропетровська обл.  | 6,08    |
| Потрійний стрибок         | Олена Семираз Тернопільська обл.         | 13,36       | Тетяна Котова Дніпропетровська обл.    | 13,16   | Світлана Нікітіна Київська обл.      | 12,58   |
| Штовхання ядра            | Людмила Воєвудська Дніпропетровська обл. | 18,31       | Світлана Дорохова Київ                 | 16,84   | Надія Лукинів Івано-Франківська обл. | 16,83   |

## Чемпіонат з багатоборств
Чемпіонат УРСР з легкоатлетичних багатоборств у приміщенні 1991 був проведений 19-20 січня в Луганську.

### Чоловіки
| Дисципліни  | Золото                         | Золото    | Срібло                     | Срібло | Бронза                      | Бронза |
| ----------- | ------------------------------ | --------- | -------------------------- | ------ | --------------------------- | ------ |
| Семиборство | Віктор Радченко Львівська обл. | 5793 очки | Іван Бабій Запорізька обл. | 5706   | Іван Кирдода Черкаська обл. | 5645   |

### Жінки
| Дисципліни   | Золото                         | Золото | Срібло              | Срібло | Бронза                           | Бронза |
| ------------ | ------------------------------ | ------ | ------------------- | ------ | -------------------------------- | ------ |
| П'ятиборство | Вікторія Бабій Запорізька обл. | 4234   | Ірина Матюшева Київ | 3819   | Людмила Ковальова Черкаська обл. | 3719   |